# 西ベンガルの映画
西ベンガルの映画（にしベンガルのえいが、Cinema of West Bengal）は、インドの映画のうちベンガル語で製作された映画であり、西ベンガル州コルカタ・トリガンジに拠点を置く映画産業を指す。トリガンジとハリウッドを掛け合わせた「トリウッド(Tollywood)」の通称で知られ、1932年にはこの通称が使われていた。現在では、「トリウッド(Tollywood)」の通称は、主にハイデラバードのフィルムナガルで製作されたテルグ語映画に対して使われることが多いので、注意を要する。
かつて西ベンガル映画はインド映画の中心的存在であり、歴史的にも重要な映画産業だった。同映画産業はインド映画産業の中で最も芸術性・批評性の高い芸術映画（パラレル映画）を数多く製作しており、パラレル映画の製作者は国内の国家映画賞や国外の著名な映画祭で高い評価を得ている。しかし、20世紀後半に入ると商業映画を主体とするボリウッドや南インド映画の台頭により勢いを失い、産業規模は縮小していった。

## 語源

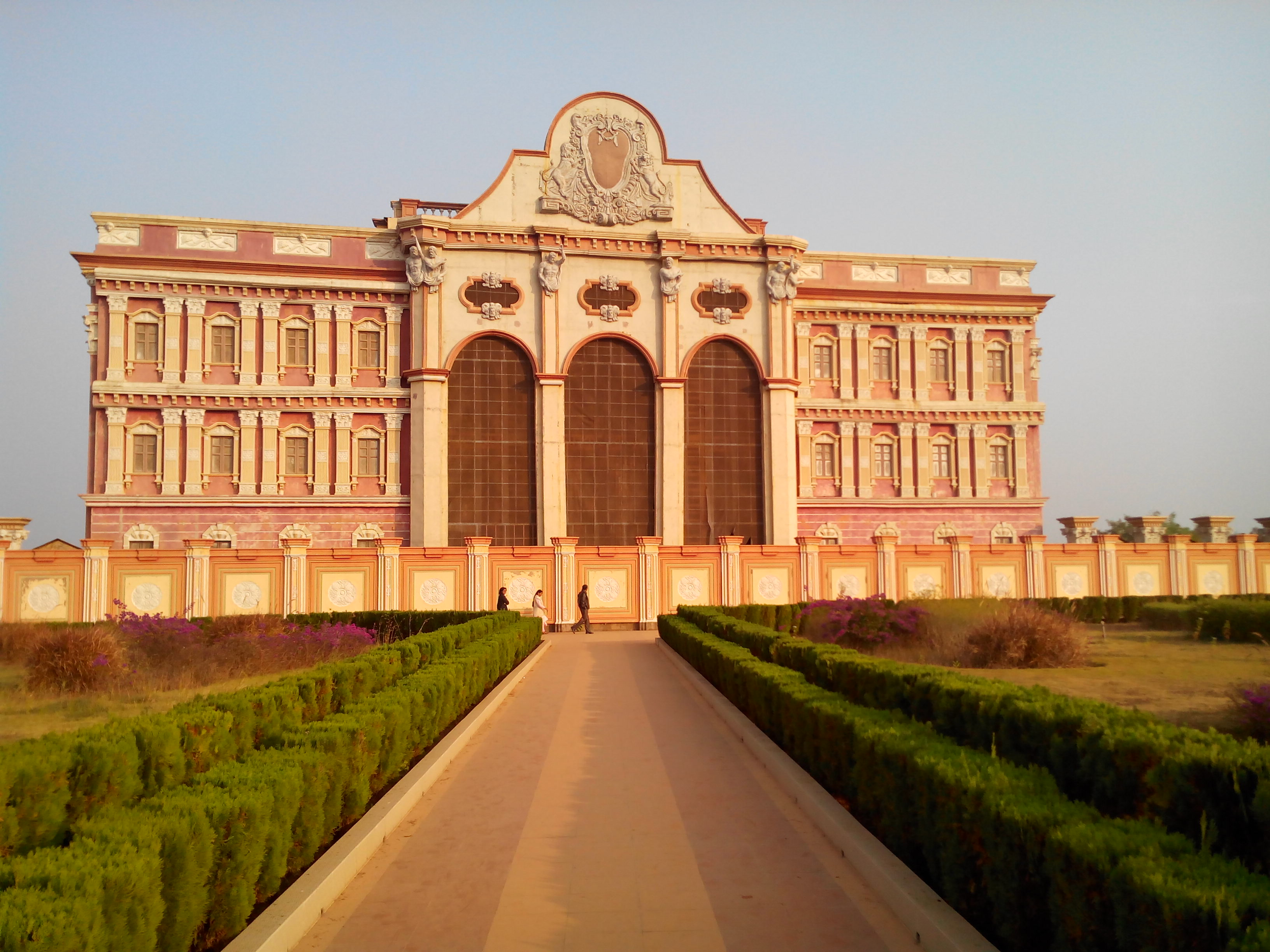
プラヤグ・フィルムシティ

西ベンガル映画の通称「トリウッド(Tollywood)」はハリウッドを模して名付けられた通称であり、インドのトーキー映画製作に参加したアメリカ人撮影監督ウィルフォード・E・デミングが名付けた。彼は1932年の新聞記事で「アメリカ合衆国におけるハリウッドと同様、トリガンジがインド映画の中心地だった」ことから、トリガンジとハリウッドを掛け合わせて「トリウッド」と命名したと語っている。同年3月の新聞記事によると、デミングは「ハリガンジ(Hollygunge)」という通称も候補に考えていたが、ベンガル語で「トリー(Tolly)」は固有名詞、「ガンジ(Gunge)」が地域を意味する単語だと知り却下したと語っており、最終的に韻を踏んだ「トリー」と「ハリー」から「トリウッド」の通称が生まれたという。この通称はザ・ステイツマンの記事で紹介されたことをきっかけに広まり、他の映画産業が「ハリウッド」を掛け合わせて通称を命名する流れを生み出した。インドでもヒンディー語映画が西ベンガル映画を追い抜きインド映画の最大産業になったころに、拠点であるボンベイとハリウッドを掛け合わせて「ボリウッド(Bollywood)」と名乗るようになった。

## 歴史

### 西ベンガル映画の幕開け

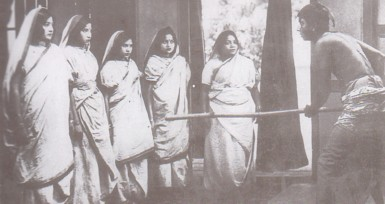
最初のベンガル語長編トーキー映画『Dena paona』

西ベンガル映画の歴史は、1920年代にカルカッタで最初の「バイオスコープ・ショー」が行われたことで始まった。ベンガル語映画の基礎はヴィクトリア朝時代の映画界の重鎮だったヒララル・センによって作られた。彼はロイヤル・バイオスコープ・カンパニーを設立し、スター・シアター、ミネルヴァ・シアターなどの劇場で上演する舞台演劇を数多く手掛けた。1917年に彼が死去した後、1918年にディレンドラナート・ガングリーがベンガル人が所有する最初の映画製作会社インド・ブリティッシュ・フィルムカンパニーを設立し、1919年にはマダン・シアターが最初のベンガル語長編映画『Bilwamangal』を製作した。これはインド初の長編映画『ハリシュチャンドラ王』が公開されてから6年後のことだった。1921年にはインド・ブリティッシュ・フィルムカンパニーが『Bilat Ferat』を製作している。
1930年代にトーキー映画がカルカッタにも流入した。当初、インド映画は富裕層や知識階級向けにウルドゥー語やペルシア語で製作されており、代表的な製作会社として東インド映画会社が存在した。1931年4月にマダン・シアターが最初のベンガル語短編トーキー映画『Jamai Shashthi』を製作し、同年12月にはニュー・シアターズが最初のベンガル語長編トーキー映画『Dena Paona』を製作した。この時期のベンガル語映画で人気を得ていた俳優はP・C・ボルアとデーバキー・ボースであり、2人は映画監督となり新しい映画スタイルを模索した。西ベンガル映画は他地域のインド映画のようなミュージカル映画の形式とは距離を置き、より芸術性の強い作風に傾倒していった。

### サタジット・レイの登場と黄金時代
1950年代から1970年代にかけて、西ベンガル映画は黄金時代を迎えた。1956年に第9回カンヌ国際映画祭でサタジット・レイの『大地のうた』がベスト・ヒューマン・ドキュメント賞を受賞し、これ以降数十年間にわたり西ベンガル映画が国際映画祭で脚光を浴びるようになった。西ベンガル映画の製作者たちも国際的な地位を確立し、その代表的存在となったサタジット・レイはヨーロッパ・アメリカ州・アジアで大きな成功を収めた。彼の作品はマーティン・スコセッシ、ジェームズ・アイヴォリー、アッバス・キアロスタミ、エリア・カザン、フランソワ・トリュフォー、カルロス・サウラ、高畑勲、ウェス・アンダーソン、ダニー・ボイルに影響を与え、黒澤明など多くの映画製作者から絶賛された。オプー三部作を始め、批評面で高い評価を得ている作品の多くは低予算映画である。オプー三部作の第1作『大地のうた』は極小の予算である15万ルピーで製作され、、キャスト・スタッフもアマチュアを起用していた。サタジット・レイの作品は全て低予算作品であり、1960年代の作品で最も高額だったのは1968年製作の『Goopy Gyne Bagha Byne』（60万ルピー）であり、1977年製作の『チェスをする人』は600万ルピーだった。
「芸術映画に押し寄せた青年の成長ドラマ映画は、オプー三部作に大きな借りがある」と評されている。『カンチェンジュンガ』はハイパーリンク映画の先駆けとなる物語構造を取り入れており、サタジット・レイの『The Alien』は最終的に製作が中断されたものの、スティーヴン・スピルバーグの『E.T.』に影響を与えたと広く信じられている。アイラ・サックスの『Forty Shades of Blue』は『チャルラータ』のリメイクであり、グレゴリー・ナヴァの『ミ・ファミリア』のラストシーンは『大樹のうた』の影響を受けている。この他に『Sacred Evil – A True Story』、ディーパ・メータのエレメント三部作もサタジット・レイ作品の影響を受けている。
ムリナール・セーンはマルクス主義的視点の作品で知られており、彼の作品の多くはカンヌ国際映画祭、ベルリン国際映画祭、ヴェネツィア国際映画祭、モスクワ国際映画祭、カルロヴィ・ヴァリ国際映画祭、モントリオール世界映画祭、カイロ国際映画祭など主要な映画祭で映画賞を受賞しており、各国の主要都市で回顧上映が行われている。リッティク・ゴトクは死後に作品が評価されるようになった映画製作者であり、1990年代から彼の作品を復元するプロジェクトが始動し、国際展示会及びDVDリリースにより国内外の人々に認識されるようになった。オプー三部作で撮影監督を務めたスブラタ・ミットラは、彼の撮影技法は世界中の撮影技師に影響を与えた。彼は天井や壁に照明を当て、その反射光で照明効果を得るバウンスライトを得意としており、『大河のうた』でこの撮影技法を取り入れた。この他にサタジット・レイの先駆的な撮影技法として、『Pratidwandi』で取り入れたネガフィルムフラッシュバックとX線撮影が挙げられる。
黄金時代を代表する俳優としてウッタム・クマール、女優にはスチトラ・セーンが挙げられ、2人は1950年代に「エターナル・ペア(The Eternal Pair)」と称され人気を集めた。スチトラに次ぐ女優としてサビトリ・チャタルジーとスミトラ・デヴィがおり、1960年代にはサタジット・レイ作品の常連俳優ショウミットロ・チャタルジーがウッタム・クマールのライバルとして台頭した。同年代にはアパルナー・セーン、シャルミラ・タゴール、マダービ・ムカルジー、サンディヤー・ロイ、スプリヤー・デーヴィが活躍した。この中でアパルナ・センは1970年代に主演女優として活躍した後に1981年に監督デビューし、シャルミラ・タゴールは西ベンガル映画とボリウッドで主演女優として成功した。また、この時代に活躍した作曲家にはラーイチャンド・ボラール、パンカジ・マリク、K・C・デー、ロビン・チャテルジー、スディン・ダースグプタ、ナチケタ・ゴーシュ、ヘマント・ムカルジーがいる。

### 現代の西ベンガル映画
インド映画の中心産業だった西ベンガル映画は、1980年代に入り転換期を迎える。ボリウッドが台頭する中、西ベンガル映画は批評的な成功を収め続けたものの、1990年代には製作本数が減少する衰退期を迎えた。しかし、ベンガル語映画の上映本数の増加に伴い西ベンガル映画は復興の兆しを見せ始める。西ベンガル州にある800劇場のうち、ベンガル語映画のみを上映する映画館は衰退期には350未満だったが、2008年には700近い映画館がベンガル語映画を専門に上映するようになった。2003年公開の『Bombaiyer Bombete』は650万ルピーの製作費を投じてハイデラバードのラモジ・フィルムシティで撮影され、興行収入2000万ルピーを記録するヒット作となった。同作はサタジット・レイの息子サンディープ・レイが監督を務め、この成功によって西ベンガル映画の復活は加速した。
黄金時代を過ぎた西ベンガル映画ではリトゥポルノ・ゴーシュ、アパルナ・セン、ゴータム・ゴースが映画産業を牽引した。リトゥポルノは1992年に『Hirer Angti』で監督デビューして以来、2013年に死去するまで西ベンガル映画の中心人物として活躍し、『Unishe April』『Dahan』『Utsab』などで国家映画賞を受賞した。アパルナ・センは1981年にカルカッタのアングロインディアンの生活に着目した『36 Chowringhee Lane』で監督デビューし、『Paromitar Ek Din』『ミスター&ミセス・アイヤル』『15 Park Avenue』『妻は、はるか日本に』『Goynar Baksho』などの代表作を製作した。ゴータム・ゴースは『Dakhal』『Padma Nadir Majhi』『Abar Aranye』『Moner Manush』などの作品で知られ、彼らの作品の多くが成功を収め映画製作者に利益をもたらした。同時期には主流映画も人気を獲得し始め、これらの作品は主に準都市部の観客層に支えられ成長した。
2000年代に入ると若手の映画製作者が活躍の場を広げるようになった。彼らの多くは西ベンガル映画で活動しているが、中にはボリウッドに進み成功を収める製作者も現れた。彼らが製作した『女神は二度微笑む』『ピクー』『Detective Byomkesh Bakshy!』などは国際市場でも高い評価を集め、再びコルカタに注目を集めることに成功した。また、『Bela Seshe』『Praktan』『Rajkahini』など成功したベンガル語映画の中にはボリウッドでリメイクされた作品も存在する。若手ベンガル語映画監督にはアニク・ダッタ、アニルッダー・ロイ・チョードリー、アンジャン・ダット、アリンダム・シル、アディティヤ・ヴィクラム・セーングプタ、カウシク・ガングリー、カマレーシュワル・ムカルジー、マイナク・バウミク、シュリジット・ムカルジー、ナンディタ・ロイ、シボプロサード・ムカルジーがいる。ボリウッドで活動しているベンガル人監督にはアヌラーグ・バス、アヤーン・ムカルジー、ディバーカル・バナルジー、プラディープ・サルカール、シュージット・シルカル、スジョイ・ゴーシュがいる。

## ランキング
サタジット・レイ作品の多くは国内外の映画ランキングで上位に選ばれており、サイト&サウンドの批評家オールタイム・グレイテストフィルム・ランキングでは1992年にオプー三部作が第4位（3作の投票数を合算した場合）、『音楽サロン』が第27位、『チャルラータ』が第41位、1982年に『森の中の昼と夜』が第81位にランクインしている。2002年の批評家・監督投票ではリッティク・ゴトクの『雲のかげ星宿る』が第231位、『Komal Gandhar』が第346位にランクインしている。また、1992年の「オールタイム・トップ10ディレクター」ではサタジット・レイが第7位にランクインしている。
1998年にシネマヤが実施した批評家投票ではオプー三部作が第1位（3作の投票数を合算した場合）、『チャルラータ』『音楽サロン』、リッティク・ゴトクの『Subarnarekha』が同率第11位にランクインしており、1999年にヴィレッジ・ヴォイスの「世紀のベストフィルム・トップ250」の批評家投票ではオプー三部作がランクインしている（3作の投票数を合算した場合）。2005年にはオプー三部作がタイム誌オールタイム映画100選の1本に選ばれた。

## 主な映画賞
- 国家映画賞 ベンガル語長編映画賞（英語版）
- フィルムフェア賞 東インド映画部門（英語版）
- ベンガル映画ジャーナリスト協会賞（英語版）
- アナンダローク賞（英語版）